# Erick-Oskar Hansen
Erick-Oskar Hansen (27 de mayo de 1889 - 18 de marzo de 1967) fue un general alemán en la Wehrmacht durante la II Guerra Mundial. Recibió la Cruz de Caballero de la Cruz de Hierro de la Alemania nazi.

## Biografía
Nacido en Hamburgo, Hansen entró en el ejército del Imperio alemán en 1907 como Fahnenjunker (oficial cadete) en el 9.º Dragones. Se le dio el mando de la 4.ª División de Infantería en 1938. Promovido a Generalleutnant en agosto de 1939, lideró la división durante la invasión de Polonia y en la Campaña de Francia antes de ser retirado del frente en agosto de 1940 para su conversión a división blindada. Ahora designada 14.ª División Panzer, Hansen supervisó su entrenamiento inicial en la guerra acorazada.
Hansen fue promovido a General der Kavallerie (General de Caballería) antes de tomar el mando del LIV Cuerpo de Ejército en 1941, operando en el frente oriental. Poco después, el 4 de septiembre de 1941, le fue concedida la Cruz de Caballero de la Cruz de Hierro. En 1943, comandó la Misión Militar Germana en Rumania además de ser Comandante Militar en Rumania. Se rindió a las tropas del Ejército Rojo en el curso de la Segunda Ofensiva de Jassy-Kishinev en agosto de 1944. Fue retenido en la Unión Soviética hasta 1955. A su vuelta a Alemania, vivió en Hamburgo.